# Hyophorbe indica
Hyophorbe indica ist eine Pflanzenart aus der Gattung Hyophorbe in der Familie der Palmengewächse (Arecaceae).

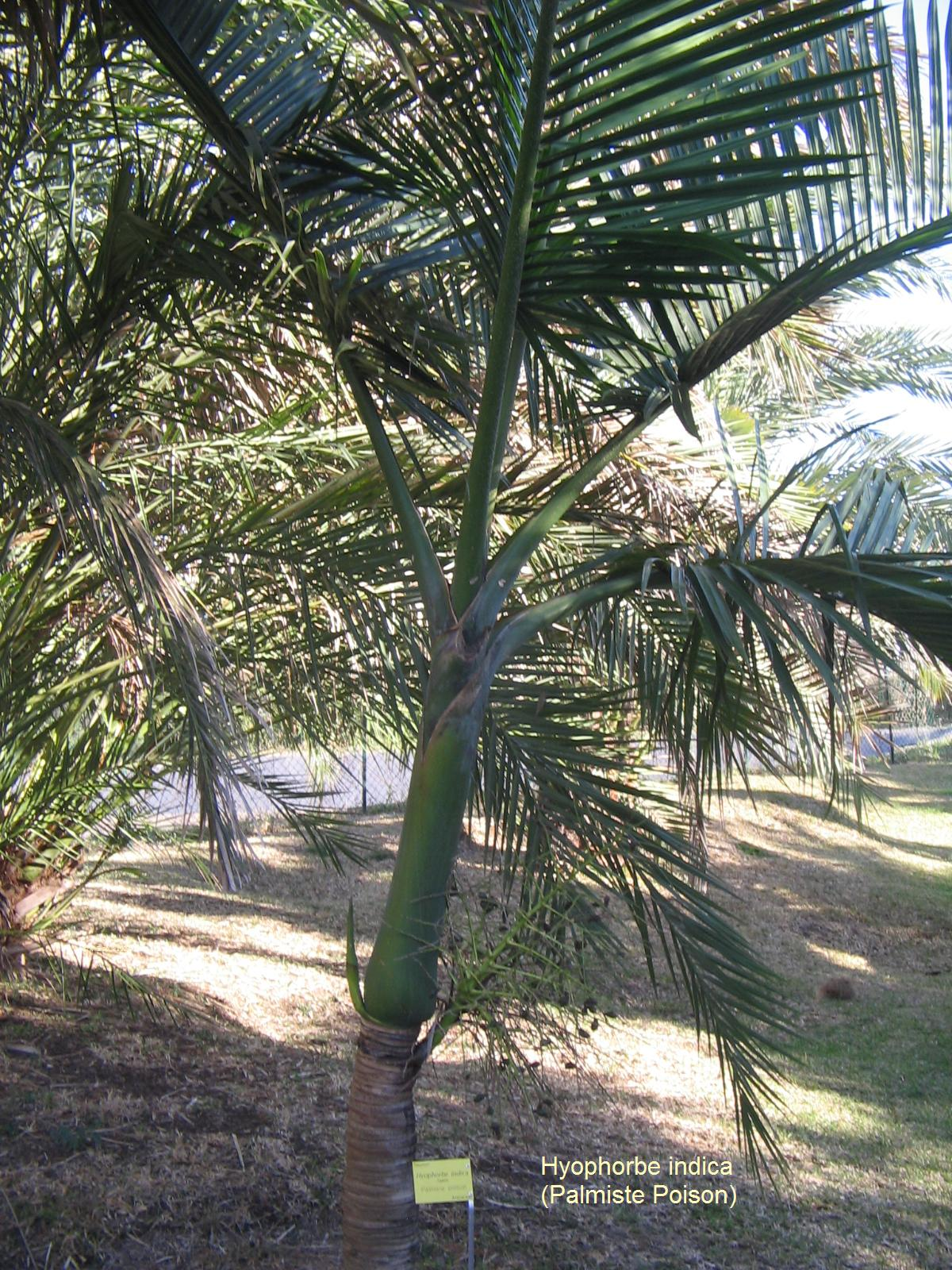
Hyophorbe indica

## Beschreibung
Hyophorbe indica ist eine Fiederpalme, die schneller wächst als die verwandten vier Hyophorbe-Arten Flaschenpalme (Hyophorbe lagenicaulis), Spindelpalme (Hyophorbe verschaffeltii), Hyophorbe vaughanii und Hyophorbe amaricaulis. Die Palme erreicht eine Höhe von etwa 10 Metern und hat einen relativ dünnen, grauen Stamm, welcher eine Dicke von zirka 13 cm erreicht. Er kann eine schwach ausgeprägte Schwellung an der Basis aufweisen.
Der im ausgewachsenen Zustand 50–60 cm lange, hellgrüne und unten geschwollene Kronenschaft geht in eine Krone über, welche 5–6 Blattwedel mit jeweils 90–100 V-förmig angeordneten Fiederblättern ausbildet. Die Krone hat von allen Hyophorbe-Arten den größten Durchmesser. Im Unterschied zur Flaschenpalme und Spindelpalme, welche praktisch keinen Blattstiel (Petiolus) aufweisen, sind die Blattstiele der Hyophorbe indica mit 15–30 cm relativ lang.
Interessanterweise bietet diese Palme im Gegensatz zu den verwandten Arten zwei verschiedene Formen auf, welche an verschiedenen Standorten vorkommen. Zur Unterscheidung dieser beiden Formen sind jedoch bis zum heutigen Tag einige Fragen offen. So ist bereits seit der Entdeckung im 16. Jahrhundert bekannt, dass eine grüne und eine dunkel gefärbte Form existiert. Die dunkle Färbung findet sich an verschiedenen Pflanzenteilen, insbesondere aber an dem noch nicht verholzten Stamm von Jungpflanzen sowie an Blattstielen und Mittelrippen. Die Färbung wird je nach Autor mit schwarz, rot, violett oder orange beschrieben, aber in der Literatur hat sich die Bezeichnung „rote Form“ durchgesetzt. Gleichwohl beschreibt Harold E. Moore, Jr., für seine Arbeiten zur Familie der Palmengewächse berühmt und Schüler des bekannten Palmenbotanikers Liberty Hyde Bailey, in seiner Monographie keine zwei Formen. Er beschreibt den Kronenschaft als seidig, außen grün, stammseitig in hellviolett bis lila übergehend und im oberen Teil manchmal leicht gelblich. Die Mittelrippe der Blätter schildert er als gelb-grün mit einer ausgeprägten lateralen Seitenrippe auf beiden Seiten, welche auf der Unterseite gelb gefärbt sind. Allgemein lässt sich feststellen, dass sich die Färbung der roten Form mit zunehmendem Alter abschwächt und sich das Erscheinungsbild beider Formen immer stärker angleicht. Die jeweiligen Samen weisen ebenfalls Unterschiede in der Färbung auf. So erscheinen die Samen der roten Form dunkler.
Die grüne Form ist seltener und kälteempfindlicher als die rote Form und wird im Gegensatz zur roten Form wenig kultiviert.

## Fortpflanzung
Weiß- bis cremefarbene Blütenstände (Infloreszenzen), welche bis zu 80 cm lang werden können, wachsen direkt unterhalb des Kronenschafts steil aufwärts aus einer Pflanze. An einer Infloreszenz treten weibliche und männliche, weiß- bis gelbfarbene, angenehm duftende Blüten auf. Es handelt sich folglich um eine einhäusige (monözische) Palme. Die Früchte sind zunächst grün und werden mit zunehmender Reife gelb bis orange. Die Früchte der Hyophorbe indica sollen, wie die Früchte der verwandten Spindelpalme, bitterschmeckend und ungenießbar bis giftig sein. Über die nähere Natur des Giftes konnten bisher keine Informationen gefunden werden.
Die Züchtung aus den frischen Samen, welche schmal und länglich sind, ist relativ einfach; die Keimungsperiode beträgt 60–100 Tage. Die Keimung sollte in Gelatine, Agar oder ähnlichen Medien erfolgen.

## Verbreitung
Hyophorbe indica kommt als endemische Art auf der Insel Réunion vor, die zur Inselkette der Maskarenen im Indischen Ozean gehört. Die grüne Form findet sich dort überwiegend an der Ostküste der Insel, während die rote Form hauptsächlich in der Tampon-Region (Süd-West/Zentral) gefunden wird. Die Palme wächst in Höhen von 175 bis 600 Metern.

## Systematik und Name
Benannt wurde sie 1791 von dem deutschen Botaniker Joseph Gärtner nach ihrem Vorkommen auf einer Insel im Indischen Ozean in De Fructibus et Seminibus Plantarum Band 2, Seite 186 Tafel 120 als Hyophorbe indica. Die Früchte einiger Hyophorbe-Arten sollen von Schweinen gefressen worden sein, worauf sich der Gattungsname bezieht (griechisch: hys=Schwein und phorbe=Futter). Im angelsächsischen Sprachraum sind Synonym zum lateinischen Namen die Bezeichnungen „Poison Palm“ oder „Champagne Palm“ üblich. Daraus lassen sich die deutschen Namen „Giftpalme“ bzw. „Champagnerpalme“ ableiten. Der Begriff „Champagnerpalme“ wird jedoch von wenigen Quellen auch als Synonym für die artverwandte Flaschenpalme (Hyophorbe lagenicaulis) verwendet, weshalb dieser Name zu Verwechselungen führen kann und vermieden werden sollte. Die Herkunft dieser Bezeichnung ist nicht bekannt. Der Name Giftpalme rührt von den bitterschmeckenden Früchten her.
Synonym zur etwas irreführenden Bezeichnung grüne und rote Form wird oft auch die Bezeichnung östliche (Eastern) und südliche (Southern) Form gewählt. 
Ein Synonym ist Areca lutescens Bory.